# John Rothman
John Rothman est un acteur américain né le 3 juin 1949 à Baltimore.
Au cinéma, il a joué dans Stardust Memories, Le Choix de Sophie, SOS Fantômes, La Rose pourpre du Caire, La Brûlure, Big, Gettysburg, Copycat, La Course au jouet, L'Associé du diable, Couvre-feu,  Pollock, Kate et Léopold, Daredevil, Vol 93, Le diable s'habille en Prada, Il était une fois, Le Jour où la Terre s'arrêta et Hitchcock.    
A la télévision, il a fait plusieurs apparitions dans les séries : New York, police judiciaire, Arrested Development, Damages, Elementary, Blue Bloods, Private Practice et Suits : Avocats sur mesure.

## Filmographie

### Cinéma
- 1980 : Stardust Memories : Jack Abel
- 1982 : Le Choix de Sophie : le bibliothécaire
- 1983 : Zelig : Paul Deghuee
- 1984 : SOS Fantômes : l'administrateur de la bibliothèque
- 1985 : La Rose pourpre du Caire : l'avocat de M. Hirsch
- 1986 : La Brûlure : Jonathan Rice
- 1987 : Trois heures, l'heure du crime : M. Medved
- 1987 : La Joyeuse Revenante : l'homme barbu
- 1988 : Big : Phil
- 1988 : État de choc : Ned
- 1989 : À demain, mon amour : le vétérinaire
- 1989 : Il était une fois Broadway : Marvin Clay
- 1991 : The Boy Who Cried Bitch : Stokes
- 1992 : Les Petites Canailles : le consul des États-Unis
- 1993 : The Pickle : le chauffeur
- 1993 : Gettysburg : Major Général John F. Reynolds
- 1993 : Mr. Wonderful : Ralph
- 1993 : Where the Rivers Flow North : l'avocat
- 1995 : Copycat : Andy
- 1996 : L'Associé
- 1996 : La Course au jouet : le responsable du magasin de jouets
- 1996 : Childhood's End : Les Enfants d'Icare : Bernard Chute
- 1997 : Trait pour trait : Jim Davenport
- 1997 : Escape : le deuxième agent du FBI
- 1997 : L'Associé du diable : l'avocat de district Broygo
- 1998 : Couvre-feu : le membre du Congrès Marshall
- 1999 : Two Ninas : Barry Litzer
- 1999 : 24 Nights : Paul
- 2000 : Dinner Rush : Gary Lieberman
- 2000 : Pollock : Harold Rosenberg
- 2001 : Trop, c'est trop ! : Larry Falwell
- 2001 : Plan B : Dr Pete
- 2001 : Kate et Léopold : le directeur
- 2002 : Infidèle : Jerry
- 2002 : Les 20 premiers millions : Ben
- 2003 : Daredevil : l'avocat Quesada
- 2003 : Easy : Lawrence Harris
- 2004 : Bienvenue à Mooseport : Stu
- 2004 : American Love : l'avocat de Dave
- 2004 : Lignes de vie : Minty O'Hare
- 2004 : J'adore Huckabees
- 2004 : New York Taxi : l'homme d'affaires
- 2005 : Brooklyn Lobster : Sal Guardino
- 2005 : Petites Confidences (à ma psy) : Jack Bloomberg
- 2005 : The Ringer : le prêtre
- 2006 : Vol 93 : Edward P. Felt
- 2006 : Le diable s'habille en Prada : l'éditeur
- 2006 : Faussaire : l'homme qui pouffe
- 2007 : Dark Matter : Rene
- 2007 : Arranged : Matan Meshenberg
- 2007 : Day Zero : le père de Rifkin
- 2007 : Reservation Road : le ministre
- 2007 : Il était une fois : Carl
- 2008 : Un mari de trop : l'homme d'affaires
- 2008 : Synecdoche, New York : le dentiste
- 2008 : The Understudy
- 2008 : Le Jour où la Terre s'arrêta : Dr Myron
- 2009 : Adam : Beranbaum
- 2009 : Greta : Edgar
- 2011 : Choose : Elliot Vincent
- 2012 : Abraham Lincoln, chasseur de vampires : Jefferson Davis
- 2012 : Hitchcock : le comptable
- 2013 : Northern Borders : Juge Allen
- 2014 : Célibataires... ou presque : le père de Chelsea
- 2014 : Affluenza : Rabbin Cohen
- 2015 : Peter and John : Charles Borden
- 2015 : Her Composition : Dean
- 2016 : Good Kids : M. Evans
- 2016 : My Art : John
- 2017 : Fits and Starts : l'éditeur
- 2018 : Hot Air : Kent
- 2019 : The Report : Sénateur Sheldon Whitehouse
- 2019 : Scandale : Martin Hyman
- 2020 : Nocturne : Roger
- 2021 : Blood Brothers : M. Bennet
- 2021 : Small Engine Repair : M. Walker
- 2024 : SOS Fantômes : La Menace de glace : Roger Delacorte, l'administrateur de la bibliothèque

### Télévision
- 1981 : Ryan's Hope : l'avocat Ralph Pugh (1 épisode)
- 1985-1987 : Histoires de l'autre monde : Jim (2 épisodes)
- 1990 : New York, police judiciaire : le médecin-interne (saison 1, épisode 9)
- 1991 : Séparés mais égaux : Jack Greenberg
- 1991 : Contretemps : Dr Ackerman (3 épisodes)
- 1992 : New York, police judiciaire : O'Hara (saison 3, épisode 1)
- 1993 : New York Police Blues : Gerald Zimmer (1 épisode)
- 1998 : De la Terre à la Lune : Warren Moburg (1 épisode)
- 1998 : La Famille trahie : le conseiller de la Maison-Blanche
- 1998 : Fenêtre sur cour : Franklin Porter
- 1999 : Trinity : Clayton (1 épisode)
- 1999 : New York 911 : Ross Green (1 épisode)
- 2000 : Deadline : Joshua Roth (1 épisode)
- 2001 : Tribunal central : Dr Diamond (2 épisodes)
- 2003 : New York, police judiciaire : Steven Streizik (saison 13, épisode 11)
- 2004 : Arrested Development : Charles Milford (1 épisode)
- 2005 : Amy : Christopher Coddington (1 épisode)
- 2006 : Conviction : Martin Bernip (1 épisode)
- 2006 : Rescue Me : Les Héros du 11 septembre : Bud (2 épisodes)
- 2007-2009 : Haine et Passion : Juge Joe Greene (4 épisodes)
- 2009 : Damages : Earl Jacoby (1 épisode)
- 2009 : Kings : le ministre des finances (3 épisodes)
- 2009 : New York, section criminelle : Peter Evans (saison 8, épisode 16)
- 2010 : New York, police judiciaire : le témoin expert (saison 20, épisode 13)
- 2010 : Bored to Death : Dean Saunders (1 épisodes)
- 2011 : Private Practice : M. Freedman (1 épisode)
- 2011 Chaos : Byron Duke (1 épisode)
- 2011 : The Whole Truth : Proctor (1 épisode)
- 2011 : FBI : Duo très spécial : Graham Slater (1 épisode)
- 2012 : Game Change : A.B. Culvahouse
- 2012 : Blue Bloods : Walter Harris (1 épisode)
- 2014 : Elementary : Elias Openshaw (1 épisode)
- 2014 : Les Mystères de Laura : Pasteur Bob (1 épisode)
- 2014 : New York, unité spéciale : Juge Edward Kofax (saison 15, épisode 10)
- 2015-2017 : One Mississippi (en) : Bill (12 épisodes)
- 2016 : RIP : Fauchés et sans repos : Saul (1 épisode)
- 2017 : Suits : Avocats sur mesure : Walter Samson (1 épisode)
- 2018 : New York, unité spéciale : juge Edward Kofax (saison 19, épisode 15)
- 2018-2019 : New York, unité spéciale : juge Edward Kofax (saison 20, épisodes 1, 2, 8 et 15)
- 2019 : Bull : Blake Powers (1 épisode)
- 2022 : Blacklist : Wallace Avery (1 épisode)
- 2022 : Painkiller : Mortimer Sackler